# سفارة المكسيك في واشنطن العاصمة
سفارة المكسيك في الولايات المتحدة هي التمثيلية الرسمية وسفارة المكسيك في الولايات المتحدة.

## مقالات ذات صلة
- سفارة الأرجنتين في واشنطن العاصمة
- سفارة ليتوانيا في واشنطن العاصمة
- سفارة البرازيل في واشنطن العاصمة